# هرمن رپ
هرمن رپ (انگلیسی: Herman Rapp؛ زادهٔ ۱ ژانویه ۱۹۰۷) یک بازیکن فوتبال اهل آلمان است.